# 글리머 맨
《글리머 맨》(영어: The Glimmer Man)은 미국에서 제작된 존 그레이 감독의 1996년 버디 경찰 액션 코미디 영화이다. 스티븐 서갈 등이 출연하였고, 줄리어스 R. 내소 등이 제작에 참여하였다.
이 영화는 미국에서 1996년 10월 4일 개봉되었다.

## 출연진
- 스티븐 서갈 - CIA 요원 잭 존스 / 잭 “더 글리머 맨” 콜 경위 역
- 키넌 아이보리 웨이언스 - 짐 캠벨 경위 역
- 밥 건턴 - 프랭크 데버럴 역
- 브라이언 콕스 - 스미스 씨 역
- 존 M. 잭슨 - 도널드 커닝햄 역
- 미셸 존슨 - 제시카 콜 역
- 스티븐 토볼라우스키 - 크리스토퍼 메이너드 역
- 라이언 커트로나 - 해리스 경감 역
- 리처드 갠트 - 로든 형사 역
- 알렉사 베이가 - 콜의 딸 역
- 니키 콕스 - 밀리 역
- 조니 스트롱 - 조니 데버럴 역
- 로버트 메일하우스 - 스미스의 경호원 역
- 웬디 로비 - 멜러니 사더스 역
- 피터 제이슨 - 밀리의 아버지 역
- 프리다 포 선 - 거짓말 탐지기 기술자 역

## 기타 제작진
- 배역: 데비 맨윌러
- 미술: 윌리엄 샌델
- 의상: 루크 라이클리

## 우리말 녹음
SBS 성우진 (1999년 10월 1일)
- 신성호 - 잭 콜(스티븐 서갈)
- 장승길 - 짐 캠벨(키넌 아이보리 웨이언스)
- 온영삼 - 해리스 경감(라이언 커트로나)
- 김태훈 - 프랭크 데버럴(밥 건턴)
- 장광 - 스미스 씨(브라이언 콕스)
- 이호인 - 도널드 커닝햄(존 M. 잭슨)
- 나수란 - 거짓말 탐지기 기술자(프리다 포 선)
- 안경진
- 이윤선
- 문지현
- 임성표
- 황윤걸 - 크리스토퍼 메이너드(스티븐 토볼라우스키)
- 김수중 - 스미스의 경호원(로버트 메일하우스)
- 한호웅